# 福音派左派
福音派左派（ふくいんはさは）は、アメリカ合衆国でキリスト教の福音派運動に加わっているが、その運動の中では、政治的・神学的に左翼として行動する人々を表す用語である。福音派左派の運動は、より有名なキリスト教左派にも関係しているが、後者の運動に参加する人すべてが福音派であるわけではない。
福音派左派のメンバーは、一般に、受肉、贖罪、復活などの、福音主義神学の主な教義を追認し、教会の主な権威の源は聖書であるとみなしている。けれども、福音派左派は、聖書の使信は、平和主義とよきサマリア人に見られる隣人愛であって、霊的信仰的成長と社会改革の活動は調和するという立場に立ち、保守思想ないし政治的に右派の立場をとる福音派の多くとは異なり、政治的「リベラル」もしくは「左翼」と重なる政策を支持する。例えば、福音派左派の多くは、死刑に反対で、銃規制を支持している。そして、多くは、平和主義もしくは平和志向で、反核の立場に立つ。一方で妊娠中絶問題については、殺してはならないという旧約聖書からの教えから保守派と同じく反対の立場をとる。

### 人物
- ボノ
- トニー・カンポロ
- ジミー・カーター
- スタンリー・グレンツ
- スタンリー・ハワーワス
- ロナルド・サイダー
- ジム・ウォリス
- ウィリアム・ウィリモン
- フィリップ・ヤンシー
- ジョン・ハワード・ヨーダー
- マーク・ハットフィールド：共和党に属するが思想的には福音派の左派。
- リチャード・ピアード
- リチャード・ケーベドー
- ヒラリー・クリントン

### 団体および出版物
- 福音派の社会問題に対するシカゴ宣言
- シカゴ宣言 II:福音派再生の呼びかけ
- キリスト教左派
- キリスト教右派
- 社会行動のための福音派
- レジデント・エイリアン (書籍)
- ソージャナーズ